# Riverside (Missouri)
Riverside – miasto w Stanach Zjednoczonych, w stanie Missouri, w hrabstwie Platte.